# Mellicta jordisi
Mellicta jordisi är en fjärilsart som beskrevs av Rühl 1893. Mellicta jordisi ingår i släktet Mellicta och familjen praktfjärilar. Inga underarter finns listade i Catalogue of Life.